# Nicolas Joseph Daine
 (février 2023).
Nicolas Joseph Daine, né à Andenne, le 13 octobre 1782 et mort à Charleroi, le 10 octobre 1843, est un militaire d'abord au service de la France, puis du royaume uni des Pays-Bas et enfin du royaume de Belgique.

## Biographie
De 1795 à 1813, il participe aux batailles de la Première République puis de l'Empire français. Blessé sur de nombreux champs de bataille, il est élevé au grade de colonel lors du Siège de Dantzig en 1813.
Lors de la création du royaume uni des Pays-Bas en 1815, il fut général de brigade de cet État, mais en déserte les rangs en 1830 pour se joindre aux volontaires de la révolution belge et mène la campagne du Limbourg. Après la création des forces armées belges, il devient le commandant de l'Armée de la Meuse jusqu'en 1832. 
En août 1831, lors de la campagne des Dix-Jours durant lesquels le roi des Pays-Bas, Guillaume d'Orange, tente de reconquérir la Belgique fraîchement indépendante, le général Daine dirige son corps d'armée fort de 12 000 hommes et 18 canons. Malgré quelques actions d'éclat menées par des unités d'avant-garde, l'armée de la Meuse est taillée en pièce par les Néerlandais en raison de l'inactivité et des manœuvres étranges du général Daine qui refuse, lors de la bataille de Kermt (nl), de lancer toutes ses forces dans la bataille. Par ailleurs, ce dernier est traité de « juda » par ses propres troupes et manque de peu d'être tué par l'un de ses sous-officiers en plein bivouac.  
En 1931, l'historien néerlandais Herman Theodoor Colenbrander expose dans un ouvrage que le général Daine aurait été payé grassement par le roi Guillaume d'Orange pour faire échouer la défense belge et donc rejoint le camp orangiste. Une somme de 100 000 florins néerlandais devait être déposée chez John Cockerill le jour ou les troupes du roi Guillaume rentreraient à Liège. Un autre auteur, Jacques Robert Leconte en 1938, réfute cette thèse à la vue des éléments factuels et des circonstances de la bataille.  
Nicolas Joseph Daine termine sa carrière comme lieutenant-général d'infanterie jusqu'à sa mort survenue en 1843[réf. nécessaire]
Comme beaucoup de fondateurs de la Belgique, il était franc-maçon et il fut membre de la loge bruxelloise Les Amis philanthropes.